# Sissi Brentano de la Roche

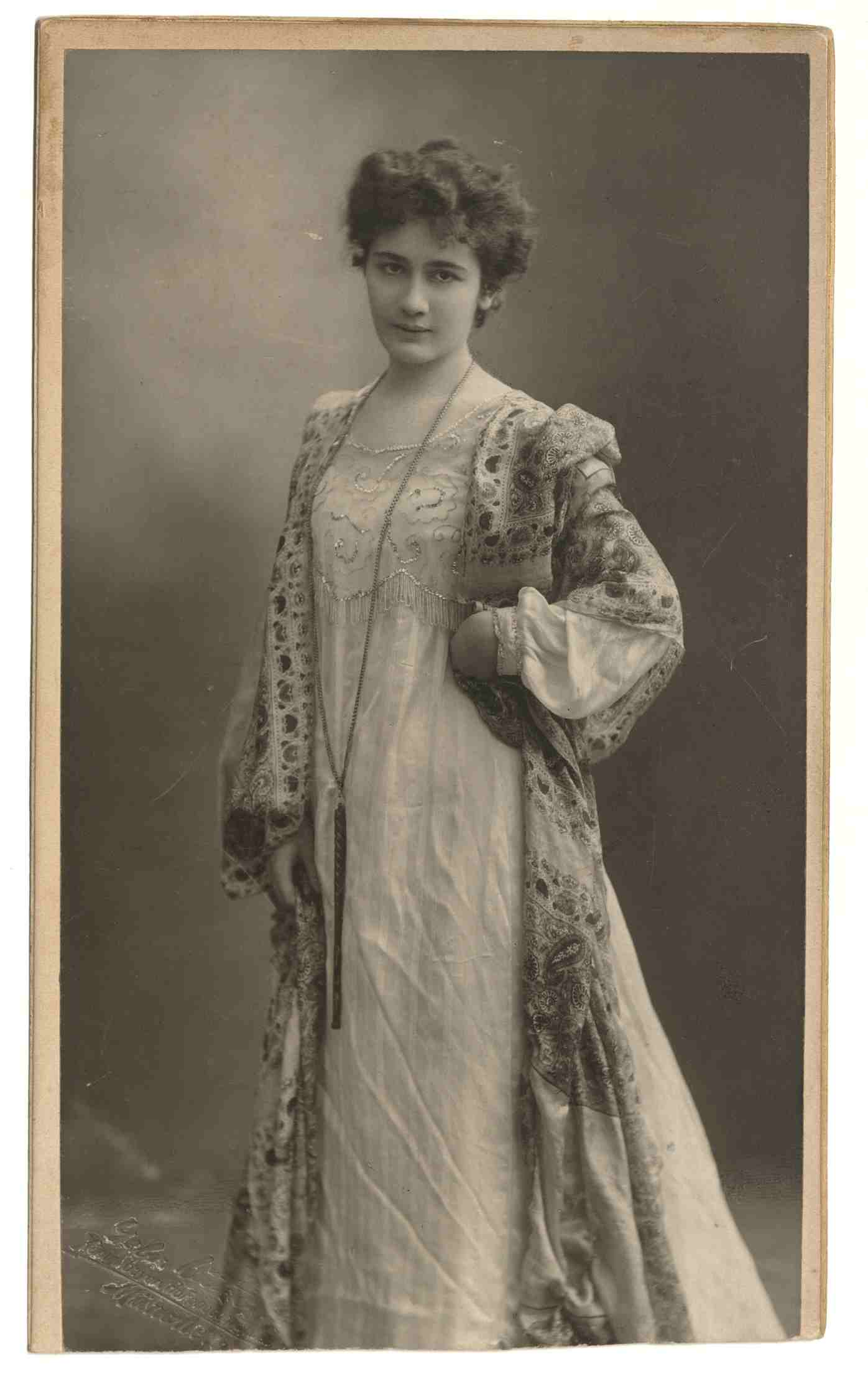
Porträt Sissi Brentano

Sissi Brentano de la Roche, geb. Erbreich, (1875–1956) war eine deutsche Künstlerin und Keramikerin. Als Großnichte von Clemens Brentano und Bettina von Arnim bewahrte sie den handschriftlichen Nachlass der Familie Brentano.

## Leben und Werk
Sophie, genannt Sissi, Brentano war die einzige Tochter des deutschen Ökonomen und Sozialreformers Ludwig Joseph, gen. Lujo Brentano und Valeska Brentano, geb. Erbreich. Nach mehreren Umzügen, bedingt durch den Ruf ihres Vaters an unterschiedliche Universitäten, blieb die Familie ab 1891 schließlich in München.
Dort erhielt Sissi Brentano im Alter von 16 Jahren ihren ersten Modellier- und Zeichenunterricht. Ab 1906 lernte sie an der Städtischen Kunstgewerbeschule in Berlin-Charlottenburg. Durch Vermittlung des befreundeten Künstlers Franz Marc, erhielt Sissi Brentano Zeichen- und Bildhauereiunterricht bei Aristide Maillol in Paris. Dort lebte Sissi Brentano ab 1908 zusammen mit ihrer Großcousine und Henry-van-de-Velde-Schülerin Else von Guaita nahe der Champs Elysées und später in Marly. Sie war mit vielen Künstlern und Schriftstellern bekannt. Zu ihnen zählten Auguste Rodin, Maurice Denis, Theo van Rysselberghe, Edith von Bonin, Rudolf Alexander Schröder, Annette Kolb, Erich Kästner oder Hans Arp sowie Theodor Heuss. Letzterer war ein Schüler ihres Vaters, zwischenzeitlich Geschäftsführer des Deutschen Werkbundes und später Bundespräsident.
Von 1911 bis 1914 war Sissi Brentano an der Weimarer Kunstgewerbeschule eingeschrieben. Hier entfaltete sie ihre Leidenschaft für das keramische Handwerk. Zudem nahm sie zwischen dem 18. April und 9. Mai 1912 am Schriftkursus von Anna Simons teil. Zwischen 1912 und 1913 arbeitete sie eng mit der Weimarer Hoftöpferei J. F. Schmidt bei der Erstellung von Reliefs und Kacheln zusammen. 1912 beteiligte sie sich an der Ausstellung „Neues Westerwälder Steinzeug“ in Stuttgart und Berlin. Außerdem war sie bei der Weltausstellung in Gent und an der Weihnachtsausstellung in Hannover 1913 beteiligt. 1913/14 war sie im Deutschen Museum für Kunst in Handel und Gewerbe, insbesondere bei einer Wanderausstellung mit ihren Keramiken vertreten.
Zu ihrem Karriere-Höhepunkt zählt die Teilnahme an der Kölner Werkbundausstellung 1914, wo sie mit zwei keramischen Wandfriesen über der Bar im Foyer des Werkbundtheaters sowie in den Abteilungen für auserlesene Einzelstücke und im „Haus der Frau“ vertreten war. Eine Vase mit Tänzerinnen, die aus diesem Kontext stammt, befindet sich heute im Landesmuseum Württemberg.
Aufgrund des Ausbruchs des Ersten Weltkrieges, konnte ein von ihr im Jahr 1913 entworfenes Denkmal zu Ehren von Clemens Brentano in Aschaffenburg nicht ausgeführt werden. 1915 stellte sie in Leipzig mit anderen Kunstgewerblern aus Weimar, darunter Charlotte Veit, Keramiken aus.
Nach dem Ersten Weltkrieg ließ sich Sissi Brentano in den Bergen in Oberbayern in direkter Nachbarschaft von Else von Guaita nieder und führte eine Keramik-Werkstatt.1922/23 jedoch gestaltete sie auf Bitten ihrer Cousine Edith Le Page Renouf eine Marmorbüste von Sir Peter Le Page Renouf, die im Museum in Kairo aufgestellt wurde. In den 1920er-Jahren stellte sie ihre künstlerische Tätigkeit weitgehend ein und kümmerte sich nach dem Tod ihres Vaters fortan um die Verwaltung des umfangreichen Familiennachlasses.
Sie blieb unverheiratet und lebte bis zu ihrem Tod im väterlichen Landhaus in Prien am Chiemsee. 1956 wurde sie im Familiengrab in Aschaffenburg beigesetzt.
Nach ihrem Tod gelangte ein Skizzenheft mit 55 Bleistiftzeichnungen als Schenkung in den Bestand des Freien Deutschen Hochstift. Es handelt sich vornehmlich um Aktstudien sowie skizzenhafte Zeichnungen von Tieren wie Rehen, Hirschen, einem Elefanten, Straußen, Kranichen oder Storchen. Einige Skizzen verweisen auf Brentanos Studienzeit bei Aristide Maillol in Paris.